# 18112 Jeanlucjosset
18112 Jeanlucjosset (2000 NX17) là một tiểu hành tinh vành đai chính được phát hiện ngày 5 tháng 7 năm 2000.